# Barragem da Aguieira
A Barragem da Aguieira também conhecida por Barragem da Foz do Dão é uma barragem portuguesa de arcos múltiplos localizada no rio Mondego, a cerca de 2 quilómetros a jusante da foz do rio Dão, situando-se nos limites dos municípios de Penacova (distrito de Coimbra, margem esquerda) e de Mortágua (distrito de Viseu, margem direita), nas freguesias de Travanca do Mondego e Almaça respetivamente.
A construção começou em 1973 e entrou em funcionamento em 1981. Os seus principais objectivos são a produção e fornecimento de energia hidroeléctrica, a irrigação agrícola e o controle de cheias, sobretudo na chamada região do Baixo Mondego.

## Barragem
A Barragem da Aguieira / Foz do Dão é uma barragem de betão do tipo "arcos múltiplos"; é formada por três arcos e dois contrafortes centrais, nos quais se situam os dois descarregadores de cheia. Tem 89 metros de altura acima da fundação e o comprimento do coroamento é de 400 metros. O coroamento situa-se 125 metros acima do nível do mar. O volume da barragem é de 365 000 000 m3. A barragem contém 2 descarregadores de cheia (caudal máximo de descarga de 2 080 m3/s) e um descarragador de fundo (caudal máximo de 180 m3/s).

## Albufeira

Jusante da albufeira da Barragem da Aguieira.

A um nível de pleno armazenamento de 117 m (nível de máxima cheia 126 m), a albufeira da barragem tem uma superfície de 20 km2 e uma capacidade total de 423 milhões de m3. A albufeira estende-se pelos municípios de Penacova, Carregal do Sal, Mortágua, Santa Comba Dão, Tábua e Tondela. A capacidade útil da albufeira é 304 (216) milhões de m3. O nível mínimo de exploração é 100 m. Com 216 milhões de m3, 39,2 GWh podem ser produzidos.
A albufeira submergiu as aldeias de Breda (município de Mortágua) e Senhora da Ribeira e Foz do Dão (município de Santa Comba Dão). De facto, devido à extrema proximidade do paredão da barragem em relação a esta última aldeia, há quem defenda que a barragem deveria ser denominada de Barragem da Foz do Dão, numa homenagem ao que foi submerso pela albufeira.
Através da albufeira, estabelece-se o fornecimento de água aos municípios vizinhos, designadamente à cidade de Coimbra. Ainda que com algumas restrições, nas suas águas desenvolvem-se várias actividades de recreio e lazer, tais como a pesca, banhos e natação, navegação à vela e a remos, pelo que não é de admirar a alta afluência de pessoas que a ela se dirigem.

## Central hidroelétrica
A central hidroelétrica entrou em funcionamento em 1981. É uma central hidroelétrica reversível. Pertence à Companhia Portuguesa de Produção de Eletricidade e é operada pela EDP e pela Iberdrola. A capacidade instalada de produção de energia eléctrica é de 270 ou 336 MW. A produtibilidade média anual é 209,9 GWh.
A central hidroelétrica contém 3 turbinas de Francis cada uma com 112,4 MW de potência nominal. A velocidade nominal das turbinas é 125 rpm. A queda bruta mínima é de 53,4 m e a máxima de 71,6 m. O caudal máximo por turbina é de 180 m3/s.
A Barragem da Raiva é o contra-embalse da Barragem da Aguieira / Foz do Dão. Quando as turbinas da Aguieira bombeiam água de jusante para montante, cada turbina tem uma potência máxima aborvida de 91 kW e um caudal máximo de 156 m3/s.